# 아제르바이잔 국립미술관
아제르바이잔 국립미술관(아제르바이잔어: Azərbaycan Milli İncəsənət Muzeyi)은 아제르바이잔 바쿠에 있는 국립미술관이다.